# Trébons
Trébons (okzitanisch: Trebons) ist eine französische Gemeinde mit 757 Einwohnern (Stand: 1. Januar 2022) im Département Hautes-Pyrénées in der Region Okzitanien. Sie gehört zum Arrondissement Bagnères-de-Bigorre und zum Kanton La Haute-Bigorre. Die Einwohner werden Trébonnais genannt.

## Geographie
Trébons liegt in der historischen Provinz Bigorre am Fluss Adour, etwa 15 Kilometer südsüdöstlich von Tarbes und etwa vier Kilometer nordnordwestlich der Arronsissementshauptstadt Bagnères-de-Bigorre.
Die Nachbargemeinden von Trébons sind Montgaillard im Norden, Ordizan im Osten und Nordosten, Pouzac im Süden und Südosten, Labassère im Süden und Südwesten sowie Astugue im Westen.

## Bevölkerungsentwicklung
| Jahr                       | 1962 | 1968 | 1975 | 1982 | 1990 | 1999 | 2006 | 2011 | 2018 |
| Einwohner                  | 711  | 709  | 651  | 721  | 735  | 684  | 648  | 697  | 756  |
| Quellen: Cassini und INSEE |      |      |      |      |      |      |      |      |      |

## Sehenswürdigkeiten

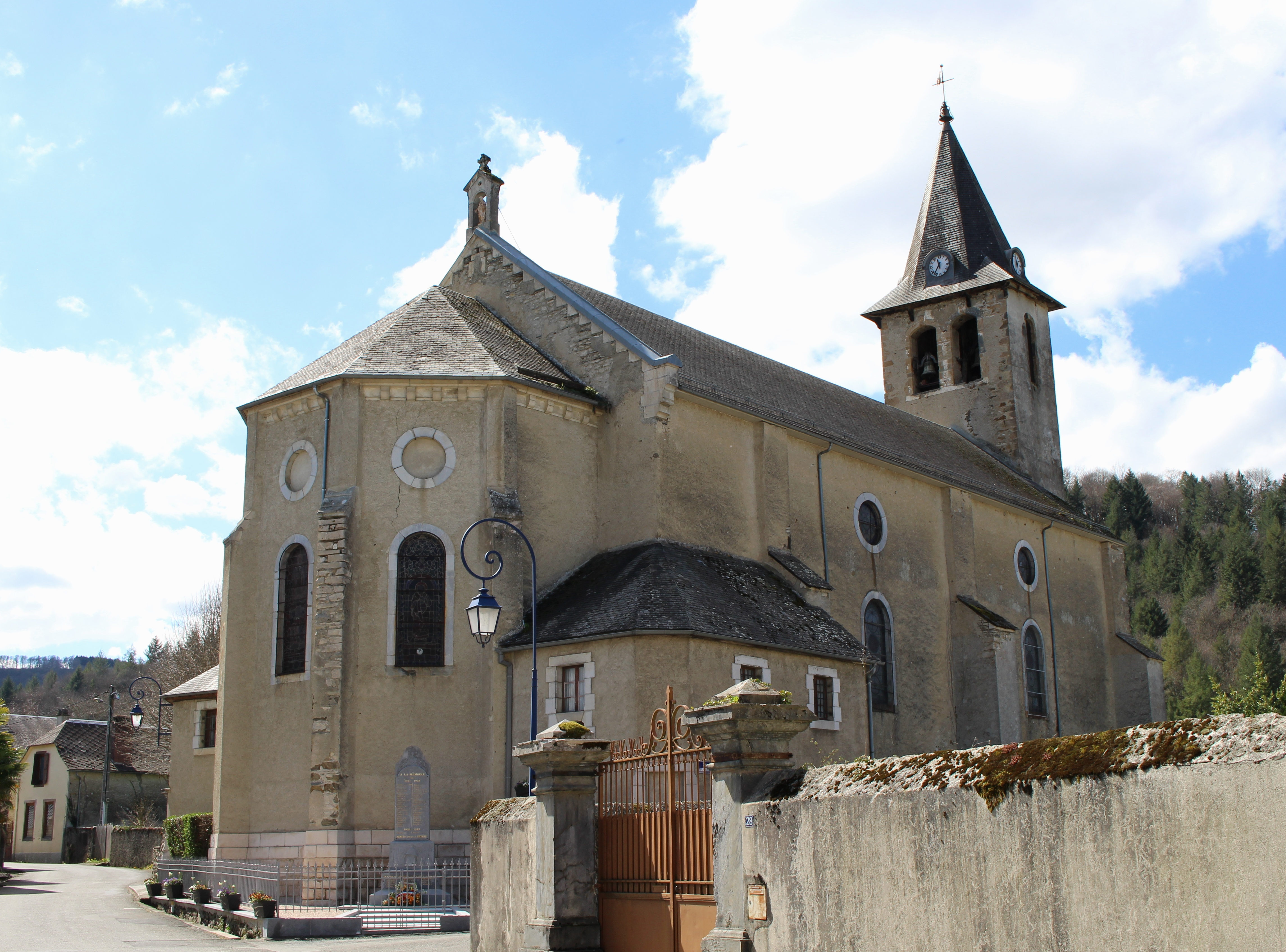
Kirche Saint-Pierre
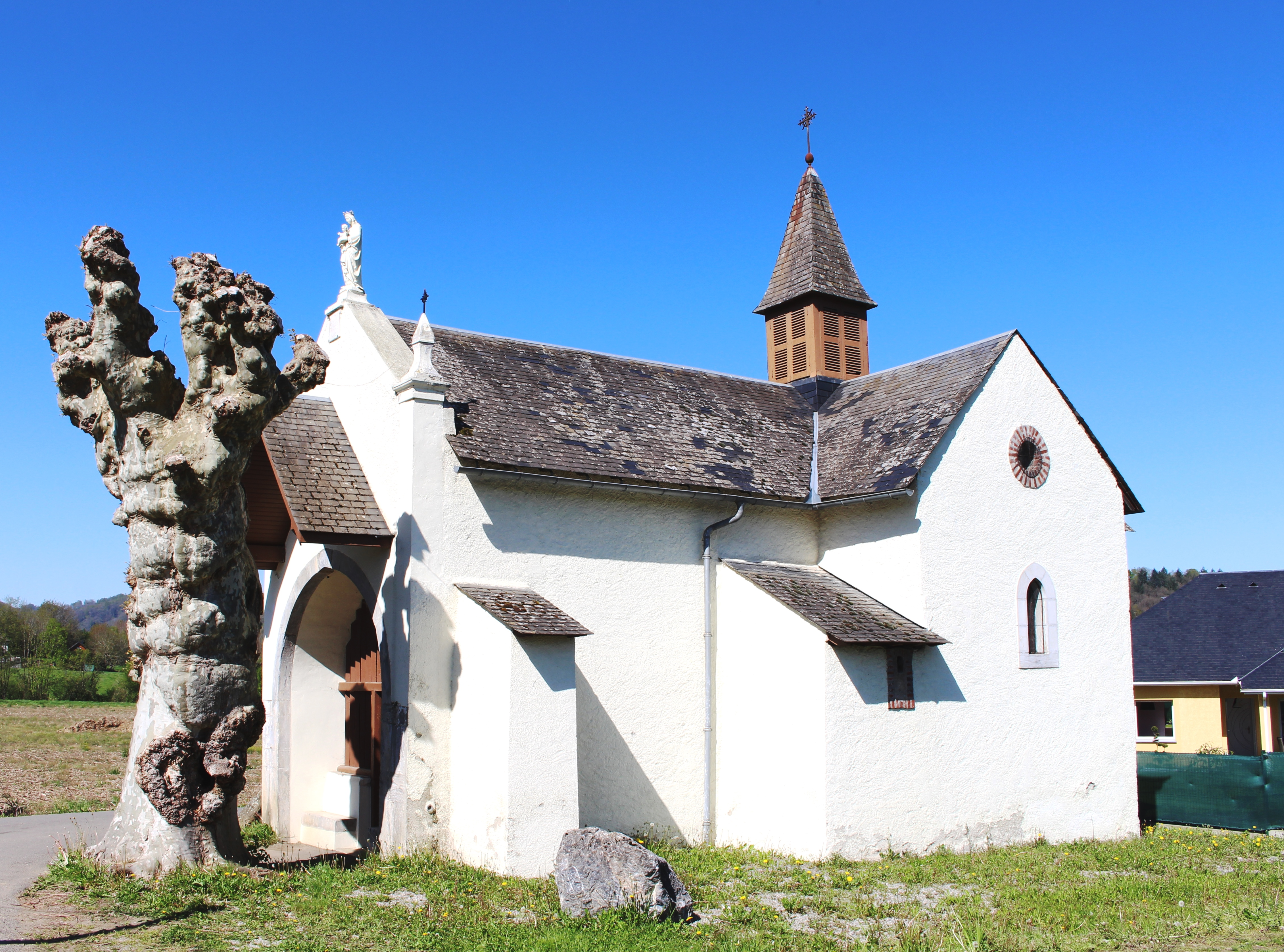
Kapelle Notre-Dame in Hourcadère

- Kirche Saint-Pierre
- Kapelle Notre-Dame

## Persönlichkeiten
- Jacques Baseilhac (1873–1903), Maler und Lithograf

- Albert Peyriguère (1883–1959), katholischer Priester und Einsiedler

- Joseph Brau (1891–1975), Radiologe und Widerstandskämpfer (1943–1945) ins Konzentrations Buchenwald